# Čapljica
Čapljica, včasih so jo imenovali mala bobnarica, (znanstveno ime Botaurus minutus) je ptič iz družine čapelj (Ardeidae), ki gnezdi v Afriki, Južni in Srednji Evropi ter Južni in Zahodni Aziji; prepoznaven pa je predvsem po majhni telesni velikosti v primerjavi z drugimi čapljami, po čemer je dobil tudi ime. Ta vrsta je bila prej umeščena v rod Ixobrychus.

## Telesne značilnosti
Za predstavnika čapelj je čapljica zelo majhna, doseže 33 do 38 cm v dolžino in meri med 49 ter 58 cm čez krila. V letu so odrasle čapljice enostavno prepoznavne po veliki lisi kremno rjave barve na zgornjem delu sicer črnih peruti, podobne barve so tudi po preostanku telesa. Samci imajo črno perje po vrhu glave in vratu, ki je močno kontrastno napram svetlim delom peruti, prsi in vratu. Pri samicah je kontrast manj opazen, saj so deli, ki so pri samcih črni, tu bolj rjavkasti, po grlu in prsih pa so progaste. Mladiči izgledajo kot še nekoliko manj kontrastne samice, pri čemer imajo temnorjav progast cel vrat in liso na perutih.

## Ekologija in vedenje
Prehrana se razlikuje med območji in letnimi časi. Čapljica je pretežno žužkojeda, prehranjuje se z ob vodi živečimi žuželkami, občasno pa tudi s pajki, raki, školjkami, ribami, dvoživkami in manjšimi ptiči ter sesalci. Gnezdijo poleti, posamič ali v manjših skupinah v obrežnem rastju. So plašne ptice, ki zbežijo skozi obrežno rastlinje kot kakšna tukalica kadar jih kaj vznemiri.

### Habitat in razširjenost
Vrsta je razširjena v Starem svetu; ima ogromen areal, ki sega od tropskega dela Afrike vključno z Madagaskarjem, preko Sredozemlja severno do Srednje Evrope in vzhodno prek Zahodne in Južne Azije. Vezana je na mokrišča, porasla z gosto vegetacijo, v kateri gnezdi. V območjih s tropskim podnebjem se osebki zadržujejo vse leto in se selijo le na krajše razdalje v iskanju ustreznih habitatov (odvisno od nihanja vodne gladine), od drugje pa se po gnezditvi množično selijo prezimovat proti jugu.
V Sloveniji je čapljica redka gnezdilka.

## Ogroženost in varstvo
V globalnem merilu se vrsta ne šteje za ogroženo zaradi ogromnega območja razširjenosti in velike populacije, ki jo ocenjujejo na 76.000 do 610.000 odraslih osebkov. V Evropi jo ogroža predvsem izginjanje ustreznih habitatov; med 1970. in 1990. leti je evropska populacija drastično upadla, od takrat pa je sicer stabilna oz. v rahlem porastu, a še ni dosegla številčnosti izpred upada. Kot vse prostoživeče avtohtone vrste ptic v Evropski uniji je predmet t. i. ptičje direktive, uvrščena pa je tudi v Prilogo I, ki izrecno prepoveduje trgovino z živimi ali mrtvimi osebki. V Sloveniji je čapljica močno ogrožena in se uporablja kot kvalifikacijska vrsta za razglasitev območij Natura 2000.